# Гинзбург, Борис Соломонович
Бори́с Соломо́нович Ги́нзбург (28 марта [9 апреля] 1895, Ингулец, Херсонская губерния — 3 июня 1974, Казань) — советский санитарный врач, Народный комиссар здравоохранения Татарской АССР (1938—1940), доктор медицинских наук (1940), профессор (1940).

## Биография
Родился 28 марта (9 апреля) 1895 года в еврейской земледельческой колонии Ингулец (на территории современной Украины), Российская империя.
В 1916 году окончил Херсонскую земскую фельдшерскую школу, затем поступил в Саратовский университет на медицинский факультет, который окончил в 1921 году. Получив диплом санитарного врача, работал в различных медицинских учреждениях в городе Саратов. С 1930 по 1932 год назначен деканом в Томском государственном медицинском институте, где преподавал доцентом.
В 1935 году был назначен заместителем директора Центрального государственного института для усовершенствования врачей (ГИДУВ) в Москве, с 1937 года работал директором этого института. Работал инструктором в Народном комиссариате здравоохранения РСФСР.
В 1938 году назначен Народным комиссаром здравоохранения Татарской АССР. В 1940—1941 и в 1945—1952 годах работал заведующим кафедрой организации здравоохранения Казанского государственного института для усовершенствования врачей, одновременно возглавлял детскую поликлинику № 2, которая была базой института. Также преподавал в Казанском медицинском институте.
В 1940 году защитил докторскую диссертацию, в том же году избран профессором.
С 1953 по 1956 год Гинзбург трудился в различных медицинских учреждениях в Татарской АССР. В 1956 году стал заведующим курсом здравоохранения Читинского государственного медицинского института, работал в этой должности до 1958 года.
Умер 3 июня 1974 года в городе Казань.

## Научная деятельность
Автор трудов по охране материнства и детства, вопросам ранней детской смертности, организации лечебно-профилактической помощи населению.

### Научные труды
- Заразные болезни и как с ними бороться / М., 1925.
- Гинзбург Б. С. Суд над врачом медучастка [Дело заведующего Александровским медицинским участком врача Сергеева по обвинению его в бездеятельности и невнимательном отношении к своим обязанностям, повлекшем за собой громадную заболеваемость детей в этом участке]: Инсценировка / Б. С. Гинзбург; С предисловием наркома Н. А. Семашко. — М.: Издание Отдела охраны материнства и младенчества НКЗ, 1925. — 64 с.[5]
- Экспериментальные исследования и клинические наблюдения по вопросу о переходе антирахитического фактора от матери к ребёнку / Казань, 1940[1].

## Награды
- Орден Отечественной войны 1-й степени[1].

## Известные адреса
- Казань, Пионерская улица, дом 2/6[6];
- Казань, улица Жуковского, дом 5[7].